# FaberhaftGuth
FaberhaftGuth ist ein Kabarett-Duo aus Gießen und besteht aus Dietrich Faber (* 1969 in Gießen) und Martin Guth (* 1970 in Nieder-Weisel).

## Geschichte
Dietrich Faber und Martin Guth schlossen 1989 an der Weidigschule Butzbach ihre Schullaufbahn mit dem Abitur ab. 1992 traten sie erstmals unter dem Namen „FaberhaftGuth“ als Kabarett- und Comedyduo auf. Es folgten die ersten überregionalen Engagements, danach verschiedene Kabarettpreise sowie TV- und Radioauftritte. Bis heute absolvierten sie rund 1300 Auftritte auf allen bekannten Kabarettbühnen des deutschsprachigen Raumes. Seit einigen Jahren veranstalten sie in Zusammenarbeit mit dem Kulturamt Gießen die „Gießener Satirewochen“.

## Veranstaltungen
Das erste abendfüllende Programm „KleiKu macht auch Mist“ wurde 1994 erstmals gespielt, die ersten überregionalen Auftritte fanden unter anderem in der „Schmidt Mitternachtsshow“ in Hamburg statt. Die ersten Auftritte in Fernsehen und Rundfunk wurden 1996, zum Beispiel bei NDR und Sat.1, absolviert. In diesem Jahr wurde erstmals das Programm „Gartenzwerg auf Ecstasy“ vorgeführt.
1997 hatte FaberhaftGuth seine erste Deutschland-Tournee, anschließend weitere Fernseh- und Hörfunkauftritte unter anderem bei SR, SWR und BR. Im Jahr 1999 hatte das Programm „Männers. Die Kabarett-Soap mit dem kleinen Unterschied“ Premiere und Tourstart, dabei kam es zu Engagements auf vielen namhaften Bühnen im gesamten deutschsprachigen Raum. Erstmals haben sie hier mit Christoph Rodatz als Regisseur und Dramaturg zusammengearbeitet.
Nach weiteren Bühnenauftritten und Radioproduktionen, zum Beispiel für Hit Radio FFH wurde 2001 die eigene Veranstaltungsreihe „Gießener Satirewochen“ durchgeführt. Das neue Programm „»Abgefahr'n« – ein Road-Kabarett mit Dorf&Totschlag“ hatte 2001 Premiere, die 2002 erscheinende Live-CD wurde auf der Tournee produziert. 2004 fanden unter anderem Auftritte bei den Kulturbörsen Freiburg im Breisgau und Thun statt, im selben Jahr wurde in Gießen das Zeltfestival durchgeführt. Zum zehnten Jubiläum wurde erstmals das Best-Of-Programm gespielt.
Durch das Engagement durch das Goethe-Institut in Rom hatte FaberhaftGuth 2005 Auftritte in Verona und Neapel. Im Jahr 2006 folgten die Premiere des Programms „PAPANOIA - die Leiden der jungen Väter“ und eine Schweiz-Tour im Rahmen des „Schweizer Comedyfestivals“ mit Auftritten in Bern, Luzern, Zürich, Winterthur und Gossau.
In Berlin hatte das Duo ein dreiwöchiges Gastspiel in der ufaFabrik begleitet von einem TV-Interview und -Porträt bei RBB und führte die durch den „Kultursommer Mittelhessen“ geförderte Reihe „Kabarett auf dem Dorf“ in sieben mittelhessischen Gemeinden durch.
Seit der Premiere am 27. November 2009 spielte das Duo ihr siebtes gemeinsames Programm „Die Erlebniswarmduscher. Musikalisches Wortkabarett aus einem Aufguss“. Darauf folgte noch eine „Best of“ Gala-Tournee und dann gingen die beiden „im Guten auseinander“, um Solo-Karriere zu verfolgen.
Dietrich Faber schreibt seitdem Satire-Kriminalromane um den mittelmäßigen Vogelsberger Kommissar „Henning Bröhmann“. Statt dröger Autorenlesungen sind seine Lesereisen eher „Show zum Buch“. Martin Guth ist unterwegs mit seinem Solo-Musikkabarett Meine Frau, ihr Mann und ich.

## Preise
- 2007 AZ-Stern der Münchner Abendzeitung München
- 2003 Kulturpreis der Stadt Butzbach (Sonderpreis)
- 2003 Gewinner des Kleinkunstpreises »St. Ingberter Pfanne«,
- 1998 Gewinner des SDR-Kabarettpreises »Stuttgarter Besen«
- 1996 Preisträger des Kölner Comedy-Cups
- 1995 Gewinner des Hessischen Kabarettpreises Melsungen

## Diskografie
- Abgefahr'n (CD) (2002; Eigenproduktion)
- Papanoia (DVD) (2006; Eigenproduktion)
- Die Erlebniswarmduscher (DVD) (2010; Eigenproduktion)